# Alba Zaluar
Alba Maria Zaluar (Río de Janeiro, 2 de junio de 1942-Ibidem, 19 de diciembre de 2019) fue una antropóloga brasileña, con especialización en las áreas de antropología urbana y de antropología de la violencia. En 1984 obtuvo un doctorado en antropología social en la Universidad de São Paulo.

## Biografía
Hija menor de Achilles Emílio Zaluar y de Biancolina Pinheiro Zaluar, Alba nació en Río de Janeiro, donde estudió para completar la licenciatura en Ciencias Sociales de la Faculdade Nacional de Filosofía. En FNFi la militancia política de sus estudiantes se hizo un nombre, y en este período, Alba pertenecía al Centro de Cultura Popular de la Unión Nacional de los Estudiantes. Con el Golpe de Estado en Brasil de 1964 fue un período de persecución política en FNFi marcada por la apertura de una investigación de la Policía Militar. Con esto, Alba sale del país en 1965 y vivió en el extranjero hasta 1971, la mayor parte del tiempo en Inglaterra, donde estudió Antropología y Sociología Urbana. A su regreso, se dedicó a la cultura popular, especialmente al samba y el carnaval en Río de Janeiro. Esta interacción dio lugar a dos tesis: la de Maestría en el Museo Nacional - "Os Homens de Deus" y la de Doctorado en la Universidad de São Paulo - " A Máquina e a Revolta."
Alba fue profesora libre docente de la Universidad Estatal de Campinas, y profesora titular de la Universidad del Estado de Río de Janeiro, donde coordinó el Núcleo de Pesquisas de las Violencias (NUPEVI), localizado en el Instituto de Medicina Social.
Murió la mañana del 19 de diciembre de 2019 debido a un fulminante cáncer de páncreas.

## Publicaciones
- Desvendando máscaras sociais: seleção, introd. e revisão técnica. Ed. Francisco Alves Editora, 263 pp. 1975
- Desvendando másacras sociais. 2ª ed. de Livraria Francisco Alves, 263 pp. 1980
- Os homens de Deus: um estudo dos santos e das festas no catolicismo popular. Antropología social. Zahar Editores. 127 pp. 1983
- A Feira hippie de Campinas: encruzilhadas do artesanato e da contracultura. Volumen 18 de Cadernos IFCH-UNICAMP. Ed. Cadernos IFCH-UNICAMP, 73 pp. 1986
- Violência e educação. Educación hoy y mañana. Con Vanilda Pereira Paiva. Editor Livros do Tatu, ISBN 8533500394, 136 pp. 1992
- Cidadãos Não Vão ao Paraíso. Ed. Escuta, ISBN 8526803174 208 pp. 1994
- Drogas e cidadania: repressão ou redução de riscos. Colección Primeiros passos. Con Anthony Henman. Editora Brasiliense, ISBN 8511080775, 171 pp. 1994
- Memorial da violência. Volumen 28 de Cadernos IFCH-UNICAMP. Ed. Instituto de Filosofía e Ciências Humanas. UNICAMP, 65 pp. 1994
- Condomínio do Diabo. Ed. UFRJ ISBN 8571060649 278 pp. 1996
- Da Revolta ao Crime S.A. Colección Polémica. 2ª edición, Ed. Moderna, 128 pp. 1996
- O utilitarismo sociologico e as politicas publicas. Volumen 146 de Estudos em saude coletiva. Ed. Instituto de Medicina Social, 36 pp. 1996
- Um Século de Favela. en línea. FGV Editora. ISBN 8522502536 370 pp. 1998
- A Máquina e a Revolta. Ed. Brasiliense, 265 pp. 1999
- Violência, Cultura, Poder 2000
- Avessos do prazer: drogas, aids e direitos humanos. Con Gilberta Acselrad. 2ª edición Fiocruz, Fundación Oswaldo Cruz, ISBN 8585676760 265 pp. 2000
- Oito tema para debate. Violência e segurança pública 2002
- Insegurança pública: reflexões sobre a criminalidade e a violência urbana. Con Nilson Vieira Oliveira. Ed. Instituto Braudel, ISBN 857492072X 247 pp. 2002
- “Violencia, crimen organizado e impunidad en Brasil”. En “La Argentina de Kirchner y el Brasil de Lula”, página 227, compilado por Chacho Álvarez, Prometeo Libros, Buenos Aires, 2003
- Integração Perversa: Pobreza e Tráfico de Drogas. en línea. FGV Editora. ISBN 8522504784 438 pp. 2004
- Desarmamento, segurança pública e cultura da paz. Cadernos Adenauer. Ed. Fundación Konrad Adenauer, ISBN 8575040928 103 pp. 2005

## Honores
- Investigadora invitada, Universidad de California[6]

### Premios y títulos
- 1999 Premio Jabuti - Ciencias Humanas, Companhia das Letras.
- 2002 Titular da cátedra Joaquim Nabuco, Universidad de Stanford, California, EUA
- 2005 Titular de la Cátedra UNESCO, UNESCO, UERJ, UFRJ, Museu Goeldi
- 2006 Comendadora de la Orden Nacional de Mérito Científico, Presidencia de la República Federativa do Brasil, Ministerio de Ciencia y Tecnología
- 2007 Medalla al Mérito Pedro Ernesto, Prefectura de la Ciudad de Río de Janeiro